# Elena Gilbert
Elena Marie Gilbert (født 22. juni 1992) er en fiktiv karakter og hovedperson fra The Vampire Diaries bogserien. I tv-serien af samme navn er Elena bosat i den fiktive by Mystic Falls, Virginia. Hun bliver portrætteret af Nina Dobrev. I bøgerne, er Elena blond, populære, egoistisk og en "mean girl". Showets producenter, Julie Plec og Kevin Williamson, mente dog, at det ikke var den rigtige vej at gå med deres heltinde i The Vampire Diaries tv-serie. I stedet eksisterer hendes "mørke side" ikke, og hun er imødekommende og "the girl next door".
Meget af Elenas historie kredser omkring hendes forhold med vampyren Stefan Salvatore og hans ældre bror, Damon. Det bliver afsløret, at Elena er en Petrova-dobbeltgænger, og hun er identisk med hendes forfader, Katherine Pierce (født Petrova).
Dobrev portrætter den "snu" Katherine som er det modsatte af Elena. Skuespillerinden udtalte, at det har været en udfordring at skelne de to, og hun nyder at spille dem begge. I tv-seriens fjerde sæson, bliver Elena vampyr og kæmper med at forholde sig til hendes forvandling.

## Tv-serie

### Historien
Hun er en 17-årig almindelig pige i starten, indtil hun bliver forvandlet til en vampyr med Damon Salvatores blod. Hun bor i den overnaturlige by Mystic Falls, Virginia i Salvatore brødrenes 'boarding house' (forklaring følger i serien), med sin kæreste Damon, og sin bror Jeremy (adopteret, biologisk fætter). Hun plejede at bo sammen med sine forældre, eller det tror hun da (de har adopteret hende), eftersom de dør i en ulykke ved en bro, så tager Jenna, deres tante over og flytter ind hos dem, hun ender med at dø i en ofring. De boede på 2104 Maple Street, indtil Jeremy blev en af de fem vampyrjægere, og det derfor blev for farligt at bo i huset sammen med Jeremy. Hun brændte senere huset ned. 
Elena er bedste veninder med Caroline Forbes og Bonnie Bennett. Hun er efterkommer af Amara, Katherine pierce og Tatia. Katherine Pierce som hun har et fjendtligt forhold med. Elena har et on/off-forhold med Stefan, som er en 163 år gammel vampyr. Da de originale vampyrer kom til Mystic Falls slukkede han for sin menneskelighed, for at skaffe blod til Damon, eftersom han var blevet bidt af en varulv og var nu døende, under Klaus' ordrer. Efter Elena blev en vampyr så gik Stefan og hende fra hinanden pga. hendes følelser for Damon. Damon har været forelsket i Elena for størstedelen af serien og hendes følelser for ham, har vokset sig stærkere, siden hendes forvandling til en vampyr. Efter som hun består sin eksamen på Mystic Falls High School, hvor hun var den gode elev, som var en meget populær pige og cheerleader. 
Elena vil gerne være en succesfuld forfatter. Hun har en dagbog hvor hun skriver alt som sker i hendes liv. Hun startede med at skrive pga. hendes adoptivmor (hun finder først ud af i sæson 1-2 at hun var adopteret) havde foræret hende en dagbog, da hun var 10. Hun starter på Whitmore College sammen med Caroline. Elena har kæmpet meget hårdt for at få et normalt liv, siden hendes adoptivforældre døde i en bilulykke. Elena er en Petrova-dobbeltgænger. Stefan reder hendes liv den 23. maj 2009, da hendes bil ryger af Wickey Bridge. Stefan prøver at redde hendes adoptivfar i ulykken, men han redder Elena i stedet. Stefan opdager hendes lighed til Katherine og tager hende på sygehuset. Han kigger på hende fra en lang afstand i måneder før han beslutter sig for at møde hende. Elena er beskrevet som en elev i topklasse. Hun er populær, klog, medfølende, empatisk, omsorgsfuld og venlig. Hun kan være meget sårbar. 
Efter Jeremys død, slukker hun for sin menneskelighed. Vampyrer og hybrider, har i nogle tilfælde en sire-bond til dem som har forvandlet dem, og de føler at de skylder dem alt. Et sire-bond mellem vampyrer er ualmindeligt, men det eksisterer mellem Elena og Damnon, fordi hun havde stærke menneskefølelser for ham før hun døde og blev forvandlet til en vampyr. Damon var den som slukkede for hendes følelser, men han tændte dem også igen, ved at dræbe hendes tætte ven, Matt. Elena er et medlem af Gilbert-familien, men også Petrova-familien. 
Elena blev født den 22. juni 1992 i Mystic Falls, Virginia, og hendes forældre var John Gilbert og Isobel Flemming, som flygtede fra byen kort efter fødslen. Johns bror Grayson og hans kone Miranda, ønsker desperat at få børn, men har problemer med at blive gravide. De adopterer Elena, da Grayson er en doktor og er i stand til at manipulere med systemet, og hvis nogen nogensinde bliver mistænksomme så har de en fødselsattest, som beviser at Miranda og Grayson er Elenas biologiske forældre. Hun får senere en lillebror, Jeremy. 
I det første år af high school, hvor Elena har et forhold med Matt Donovan, hendes ældste ven, som hun tidligere delte krybbe med. En aften tager hun til en bålfest, hvor de kommer op og skændtes, derfor ringer hun til sine forældre og beder dem om at hente hende. Mens hun venter møder hun Damon Salvatore, som tror at hun er Katherine. Damon fortæller hende at hun vil have en kærlighed, der bringer hende lidenskab, eventyr og fare, når hun indrømmer at hun ikke ved hvad hun vil have. Damon tvinger hende til at glemme alt det hun har hørt, og at de overhovedet har mødtes, også kommer Elenas forældre for at hente hende. Efter de har forladt bålet, kører deres bil uventet ud over Wickery Bridge, hvor Stefan Salvatore som er i nærheden hører styrtet og redder en bevidstløs Elena, da Grayson insisterer at Stefan redder hende først, da han ikke kan nå at redde forældrene, så tager han Elena på sygehuset. Efter dette går Matt og Elena fra hinanden. Elena og Jeremy skal nu bo sammen med deres tante Jenna Sommers bliver vampyr i slutningen af sæson 2 hun dør af Klaus den ældste vampyr/hybrid i en ofring.